# Brachyplatystoma capapretum
Brachyplatystoma capapretum är en fiskart som beskrevs av John G. Lundberg och Alberto Akama 2005. Brachyplatystoma capapretum ingår i släktet Brachyplatystoma och familjen Pimelodidae. Inga underarter finns listade.